# Bathysphyraenops
Bathysphyraenops es un género de peces de la familia Howellidae, del orden Perciformes. Este género marino fue descrito por primera vez en 1933 por Albert Eide Parr.

## Especies
Especies reconocidas del género:
- Bathysphyraenops declivifrons Fedoryako, 1976
- Bathysphyraenops simplex A. E. Parr, 1933

### Lectura recomendada
- Bull. Bingham ocean. Coll., 3 (6), 28.